# Proyecto 48
Proyecto 48 es un reality show en el que un equipo de tres personas, seleccionado a través de un casting, tiene 48 horas para rodar un cortometraje. Al finalizar el tiempo, el corto se deberá entregar, terminado o en las condiciones que esté. El programa es una producción de Cuatro Cabezas para TNT Latinoamérica y España, y, desde el 2003, lleva 6 temporadas, donde hubo ganadores de Argentina, Chile, Colombia, Venezuela, Perú , México, Brasil y España. 
El proceso de rodaje de todos los cortometrajes es exhibido, mostrando el esfuerzo de los participantes, que cuentan con 48 horas de preproducción más 48 horas de rodaje y edición. Al finalizar, el cortometraje ganador se emite por TNT .
El tema original del programa es una versión modificada de "Somewhere I Belong" de Linkin Park.

## Exigencias
Además de ajustarse al presupuesto asignado por la productora, el equipo seleccionado deberá cumplir tres premisas impuestas por el canal. Estas son variables: desde algún tipo de aparición extraña en el corto, hasta modificaciones en el guion para ajustarse al pedido.
Si el equipo requiriera algún tipo de beneficio, objeto u otra herramienta necesaria para la producción del film, la producción se lo otorgará a cambio de una reducción en el tiempo total de rodaje de 1 hora. Es decir, que por cada necesidad, las 48 horas irán disminuyendo en lapsos de 1 hora por pedido. Para cumplir con esta premisa, antes de las 48 horas de pre- producción se les asignará un controller. 